# Borgward Kolibri
Der Borgward-Focke BFK-1 „Kolibri“ war ein dreisitziger Mehrzweckhubschrauber der Carl F. W. Borgward G.m.b.H. Automobil- und Motoren-Werke in Bremen-Sebaldsbrück.

## Geschichte
Der Kolibri wurde von Professor Henrich Focke konstruiert und war der erste eigenständig in Deutschland entwickelte Hubschraubertyp nach dem Zweiten Weltkrieg. Der Erstflug des als Kolibri I bezeichneten Prototyps fand am 8. Juli 1958 statt. Es wurde noch ein zweites flugfähiges Exemplar gebaut, das bereits die für die Serienfertigung vorgesehene Vollverkleidung des Rumpfes aufwies. Ob diese Maschine jedoch tatsächlich geflogen ist, kann nicht nachgewiesen werden. Es wurden nur zwei Prototypen gebaut und die Entwicklung nach dem Konkurs von Borgward 1961 aufgegeben.

## Konstruktion
Die konstruktive Auslegung des Kolibri mit einem Stahlrohrgitterrumpf war konventionell. Der Rumpf des Prototyps war unverkleidet, was bei der Serienausführung aber geändert werden sollte. Der Heckausleger trug am Ende ein V-Leitwerk, an dessen beiden Spitzen jeweils ein Propeller den Drehmomentausgleich herstellen sollte. Der Hauptrotor hatte drei Blätter mit einem Stahlrohr als Kern, der mit Sperrholz zur Formgebung verkleidet war.
Der Antrieb bestand aus einem luftgekühlten 6-Zylinder-Boxermotor Lycoming VO-435-A1B mit einer Leistung von 191 kW (260 PS). Der Treibstofftank mit einem Fassungsvermögen von 180 l war hinter einem Brandschott untergebracht.
Anstelle von zwei Passagieren sollte alternativ jeweils eine Trage außen und innen transportiert werden können. Außerdem war vorgesehen, die Maschine für Sprüheinsätze in der Landwirtschaft einzusetzen. Die Außenlasttragfähigkeit betrug 300 kg.

## Technische Daten
| Kenngröße             | Daten                                                                           |
| --------------------- | ------------------------------------------------------------------------------- |
| Besatzung             | 1                                                                               |
| Passagiere            | 2                                                                               |
| Rumpflänge            | 8,30 m                                                                          |
| Hauptrotordurchmesser | 9,40 m                                                                          |
| Heckrotordurchmesser  | 1,66 m                                                                          |
| Höhe                  | 3,05 m                                                                          |
| Leermasse             | 800 kg                                                                          |
| max. Startmasse       | 1200 kg                                                                         |
| Reisegeschwindigkeit  | 140 km/h                                                                        |
| Höchstgeschwindigkeit | 160 km/h                                                                        |
| Dienstgipfelhöhe      | 4500 m                                                                          |
| max. Schwebehöhe      | 600 m                                                                           |
| Triebwerk             | ein luftgekühlter Sechszylinder-Boxermotor Lycoming VO-435-A1B; 191 kW (260 PS) |

## Verbleib
Die beiden Hubschrauber wurden bei der Bremer Flughafenfeuerwehr für Übungszwecke verwendet und dabei zum größten Teil zerstört.
Teile der beiden Maschinen sind im Hubschraubermuseum Bückeburg ausgestellt.